# Kratki radijalni ispružač zapešća
Kratki radijalni ispružač zapešća (lat. musculus extensor carpi radialis brevis) je mišić lateralne strane podlaktice. Mišić inervira lat. nervus radialis.

## Polazište i hvatište
Mišić polazi s lateralnog nadzglavka (lat. epicondylus lateralis) ramene kosti, s lat. ligamentum collaterale radiale i lat. ligamentum anulare radii, a hvata se za stražnju stranu treće kosti zapešća.